# Lerista punctatovittata
Lerista punctatovittata är en ödleart som beskrevs av  Günther 1867. Lerista punctatovittata ingår i släktet Lerista och familjen skinkar. Inga underarter finns listade i Catalogue of Life.